# Kiss Shite Hoshii
«Kiss Shite Hoshii» (キスしてほしい Quiero un beso?) Fue el tercer sencillo de la banda japonesa The Blue Hearts. Fue lanzado el 21 de noviembre de 1987, el mismo tiempo que el segundo álbum de la banda, Young and Pretty. Letra y música fueron escritas por Hiroto Komoto, vocalista de la banda, y fue organizada por The Blue Hearts.
La pista B-side en el sencillo fue "Chain Gang" (チェインギャング Chein Gyangu), que fue escrito por Masatoshi Mashima, el guitarrista de la banda.

## Grabación original
En el principio de la canción fue hecha por Junnosuke Kawaguchi, el bajista de la banda. A pesar de que generalmente habla con una voz baja, canta en falsetto para una serie de canciones.

## Medios relancionados
El video promocional fue un vídeo de animación. En el video, Komoto era un mono, Mashima era un pingüino, Kawaguchi fue un cerdo y Tetsuya Kajiwara (el baterista) era un oso polar.